# لي مينتو
لي مينتو، (بالإنجليزية Lee Minto) من مواليد 1927 وهي ناشطة في مجال صحة المرأة الأمريكية وداعمة للتثقيف الجنسي. عملت مديرةً تنفيذية لقسم تنظيم الأسرة في مقاطعة سياتل كينغ لمدة 27 عامًا، وكان لها دور فعال في الاستفتاء 20 لولاية واشنطن، وهو استفتاء ظهر في عام 1970 والذي نجح في تشريع إجهاض الحمل المبكر في ولاية واشنطن.

## حياتها المبكرة وتعليمها
وُلدت مينتو في 11 أكتوبر من عام 1927 في مقاطعة هاميلتون في ولاية مونتانا. وقد انتقل أجدادها (الجد والجدة) من ولاية فرجينيا إلى ولاية مونتانا في عام 1890 إذ كان جدها مينتو المحامي الشخصي لمن سُمي  «ملك النحاس» ماركوس دالي (أحد الملوك الصناعيين الثلاثة المسيطرين على صناعة تعدين النحاس المحلية في العصر الذهبي)، وساعد الجد مينتو في تشكيل أول هيئة تشريعية في ولاية مونتانا.
وقابلت مينتو زوجها الطيار روبرت مينتو خلال السنة الثانية من دراستها في جامعة مونتانا، الذي كان طيارًا للطائرة بي - 29 (قاذفة القنابل الثقيلة) وتزوجا بعد ثلاثة أشهر. انتقل الزوجان إلى واشنطن بعد وقت قصير من زواجهما وكانت قد أنهت مينتر تعليمها في جامعة واشنطن. وأنجبت له ثلاثة أطفال، ابن وابنتان.

## مسيرتها المهنية
حصلت مينتو على أول وظيفة مدفوعة الأجر في جناح الأمم المتحدة في معرض سياتل العالمي وذلك في عام 1962.

### تنظيم الأسرة
طلب أحد أصدقاء مينتو منها الانضمام إلى مجلس تنظيم الأسرة في مقاطعة سياتل كينغ المحلي في أواخر الخمسينيات من القرن الماضي. وكانت قلقة بسبب عدم توفر التثقيف الجنسي العملي في المدارس، وغياب تنظيم النسل وعدم الاهتمام بقضايا صحة المرأة في التغطيات الإعلامية، عندها بدأت مينتو في تدريس التثقيف الجنسي في المدارس وإلقاء الخطابات محليًا خلال دورها كمتطوعة في تنظيم الأسرة. إذ طوَّرت جمعية التثقيف الجنسي في مقاطعة كينغ.
وقد نجح عمل تنظيم الأسرة في مقاطعة سياتل - كينغ بشكل كبير بواسطة المتطوعين حتى هذه المرحلة، ولكن المنظمة أرادت توسيع خدماتها إلى أجزاء أخرى من واشنطن في عام 1967 وعُيّنت مينتو مديرةً تنفيذية لها بدوام كامل.

### الاستفتاء 20 لولاية واشنطن
نظم عالم النفس سام جولدينبيرغ في عام 1967 اجتماعًا للمتخصصين الطبيين والقانونيين والدينيين لمناقشة الأزمة الصحية الناجمة عن فقدان الوصول إلى عمليات الإجهاض الآمنة، وكانت مينتو مدعوة لحضور الاجتماع. إضافة إلى عملها في تنظيم الأسرة فقد كانت مينتو تدرك بالفعل الحاجة إلى الإجهاض الآمن من خلال عملها الإداري في الكنيسة التوحيدية الجامعية، حيث قابلت شابات حُبالى وشركاءهن من الرجال الذين يبحثون عن المساعدة.

واصلت مجموعة سام جولدنبيرغ مناقشاتها ومباحثاتها لتصبح رسميًا مجموعة دراسة إجهاض المواطنات (أعيد تسميتها لاحقًا لتصبح مواطني واشنطن لتقويم الإجهاض). رغم دعم هذه المجموعة لحق المرأة في الاختيار فإن مينتو ذكرت لاحقًا أن المجموعة كانت تركز في المقام الأول على قضايا الرعاية الصحية التي تشمل:
قالت لي مينتو في مقابلة لها مع كاساندرا تيت في سياتل بتاريخ 31 أغسطس 2000: «هؤلاء الذين عملوا على ذلك من مجموعتنا، أعتقد أنه العدل أن نقول إننا كنا أقل اهتمامًا بحقوق المرأة من صحتها. مع وجود اختصاصيين طبيين شاركوا تجربة مباشرة مع الآثار الضارة جدًا الناجمة عن عمليات الإجهاض في الزقاق الخلفي».
استخلصت المجموعة إلى أن الدولة بحاجة إلى تشريع الإجهاض قانونيًا، وصاغوا لاحقًا مشروع قانون بهدف تقديمه إلى المجلس التشريعي. رغم إقرار العشرات من المجموعات على مشروع القانون بما في ذلك الجمعية الطبية لولاية واشنطن ولجنة مواطني واشنطن المعنية بالجرائم، إضافة إلى دعم الحاكم الجمهوري دان إيفانز. فإن المُشرعين لم يقرّوا مشروع قانون الإجهاض.
عوضًا عن ذلك، قررت مينتو والآخرون متابعة استفتاء الولاية سعيًا للحصول على دعم الأفراد والمنظمات في جميع أنحاء واشنطن، وألقت مينتو أكثر من 100 خطاب عام وعروض تقديمية تمهيدًا لاستفتاء. وحصلوا على موافقات من أكثر من 62 منظمة مثل نقابة المحامين في ولاية واشنطن ومجلس الدولة للكنائس ورابطة الآباء والمعلمين لولاية واشنطن والمجلس البيئي لولاية واشنطن والاتحاد الدولي للسيدات العاملات في صناعة الملابس.
وقد وافق ناخبو واشنطن على تشريع الدولة للإجهاض مع بعض الشروط المرفقة عندما أُجري الاستفتاء في 3 نوفمبر عام 1970 وتجاوزت الأصوات المؤيدة نسبة 56.5%. وكانت بذلك واشنطن أول ولاية أمريكية تشرع الإجهاض من خلال تصويت الشعب.
وعملت مينتو على زيادة تحسين إمكانية الوصول إلى الإجهاض بالعمل مع المنظمات مثل فرع جمعية الشابات المسيحيات YWCA في جامعة واشنطن لتجميع قوائم بكوادر الأطباء الذين كانوا متاحين لمساعدة النساء الراغبين بالإجهاض.

#### الثمانينيات
بدأت مينتو مناقشاتها مع مطران سياتل ريموند جي هانتهاوزن خلال الثمانينيات من القرن العشرين في محاولة لإيجاد أرضية مشتركة بين منظمتها والكنيسة الكاثوليكية لكنها لم تنجح في النهاية رغم هذه المناقشات. إلا أن مدينة سياتل كانت واحدة من المدن الأمريكية الوحيدة التي دخلت الكنيسة الكاثوليكية في محادثات جادة لوقوفها مع تنظيم الأسرة.

#### التسعينيات
مثّلت مينتو أمام لجنة مجلس الشيوخ المعنية بالعمل والموارد البشرية في عام 1991 للتنديد بلوائح «الفصل العاشر Title X» الجديدة التي التي أُدخلت في عام 1988 ومنعت عيادات تنظيم الأسرة من تقديم أي معلومات عن حالات الإجهاض للمرضى. متحدثة كجزء من هيئة المحلفين إلى جانب عضو مجلس الشيوخ رودا إي بري وبيت كويل مدير الخدمات الإسعافية في مستشفى النساء والرضع في رود آيلاند، جادلت مينتو بأن عيادات تنظيم الأسرة لا يمكن أن تقدم خدمات رعاية صحية فعّالة دون الحرية بإبلاغ مرضاهم فعليًا بجميع الخيارات:
«إن تنظيم الأسرة هو كل شي عن التخطيط والرغبة في إنجاب الأطفال، وأريد حقًا أن أدلي بهذا البيان لأنني أهتم كثيرًا بذلك. يتعلق الأمر بتربية الأمهات الأصحاء لأطفال أصحاء... إن تنظيم الأسرة هو الحصول على المعلومات التي تحتاجها قبل اتخاذ القرارات. ويتعلق ذلك بالسيطرة على حياتك الخاصة ومسؤوليتك تجاه جسدك... لقد عشت فترة طويلة حتى اعتقدت أننا قادرون على حل جميع مشاكل الرعاية الصحية النسائية -إنه هدف متداول- لكننا نستطيع ولدينا القدرة على رؤية ما وراء ذلك في تجربتنا الخاصة ومعتقداتنا الدينية وتربيتنا وقيمنا العزيزة أحيانًا ونرى ونقدّر الوقائع المختلفة لحياة الشعوب الأخرى».

## تقاعدها
بعد أن شغلت مينتو منصب المديرة التنفيذية لمدة 27 عامًا تقاعدت من تنظيم الأسرة في عام 1993. وانضمت إلى مجلس إدارة مؤسسة بوش وترأستها لمدة ثلاث سنوات قبل أن تتنحى أخيرًا عند بلوغها 80 عامًا من عمرها.